# Poiocera multifaria
Poiocera multifaria är en insektsart som beskrevs av Walker 1851. Poiocera multifaria ingår i släktet Poiocera och familjen lyktstritar. Inga underarter finns listade i Catalogue of Life.